# Gnesta kommun
59°2′N 17°18′Ø / 59.033°N 17.300°Ø
Gnesta kommun er en kommune i den østlige del af Södermanlands län i landskabet Södermanland i Sverige.

## Stationsby og handelsplads
Kommunens hovedby er Gnesta, der i 1862 blev en stationsby på Västra stambanan mellem Stockholm og Göteborg. I 1863 blev der oprettet syv landkommuner indenfor grænserne af den nuværende kommune. Fra 1941 til 1974 blev kommunerne gradvist lagt sammen til større kommuner.
I 1883 blev Gnesta anerkendt som et municipalsamhälle, (dette svarer til en lille handelsplads), indenfor Frustuna landskommun. I 1952 blev kommunen lagt sammen med Kattnäs landskommun. Derved opstod Gnesta landskommun. I 1955 blev kommunen anerkendt som en köping (en større handelsplads), og kommunen var kendt som Gnesta köping frem til 1971.

## En del af Nyköpings kommun
I 1971-1974 hed kommunen Gnesta kommun. Fra 1974 til 1991 var området en del af Nyköpings kommun.

## Selvstændig kommune fra 1992
I 1992 brød de østlige og nordlige dele ud af Nyköpings kommun, og de nuværende kommuner Trosa kommun og Gnesta kommun opstod.